# إد تومسون
إد تومسون (بالإنجليزية: Ed Thompson)‏ (8 يناير 1983 - ) هو لاعب كرة قدم بريطاني في مركز حراسة المرمى.

## وصلات خارجية
- إد تومسون على موقع قاعدة بيانات كرة القدم.إي يو (الإنجليزية)
- إد تومسون على موقع Soccerbase.com (لاعب) (الإنجليزية)